# Campeonato Catarinense de Futebol de 2011
O Campeonato Catarinense de Futebol de 2011 foi a 86ª edição do principal torneio catarinense entre clubes. Como na edição anterior, vai ser disputada em três divisões: a principal, a especial, e a de acesso, correspondendo, respectivamente, à primeira, segunda e terceira divisões.

## Divisão Principal

### Participantes
| Equipe        | Cidade        | Em 2010        | Estádio                            | Capacidade | Títulos (mais recente) |
| ------------- | ------------- | -------------- | ---------------------------------- | ---------- | ---------------------- |
| Avaí          | Florianópolis | 1º (Principal) | Ressacada                          | 17.800     | 16 (2012)              |
| Brusque       | Brusque       | 7º (Principal) | Augusto Bauer                      | 5.000      | 1 (1992)               |
| Chapecoense*  | Chapecó       | 9º (Principal) | Arena Condá                        | 15.000     | 3 (2007)               |
| Concórdia     | Concórdia     | 2º (Especial)  | Domingos Machado de Lima           | 10.000     | 0 (não possui)         |
| Criciúma      | Criciúma      | 8º (Principal) | Heriberto Hülse                    | 22.000     | 9 (2005)               |
| Figueirense   | Florianópolis | 3º (Principal) | Orlando Scarpelli                  | 19.069     | 15 (2008)              |
| Imbituba      | Imbituba      | 4º (Principal) | Estádio Emília Mendes Rodrigues    | 5.000      | 0 (não possui)         |
| Joinville     | Joinville     | 2º (Principal) | Arena Joinville                    | 22.500     | 12 (2001)              |
| Marcílio Dias | Itajaí        | 1º (Especial)  | Hercílio Luz                       | 12.500     | 1 (1963)               |
| Metropolitano | Blumenau      | 6º (Principal) | Complexo Esportivo Bernardo Werner | 4.500      | 0 (não possui)         |

* A Chapecoense, apesar de ter sido rebaixada no ano anterior, herdou a vaga na Divisão Principal de 2011 devido a desistência do Atlético de Ibirama de disputar a competição.

### Campeão
| Campeã Catarinense 2011 |
| ----------------------- |
| Chapecoense 4º Título   |

## Divisão Especial

### Participantes
| Equipe            | Município      | Em 2010         | Estádio                            | Capacidade | Títulos    |
| ----------------- | -------------- | --------------- | ---------------------------------- | ---------- | ---------- |
| Atlético Ibirama¹ | Ibirama        | 5º (Principal)  | Baixada                            | 6.000      | 1993, 2001 |
| Atlético Tubarão  | Tubarão        | 3º (Especial)   | Estádio Domingos Silveira Gonzales | 3.500      | 2007       |
| Camboriú          | Camboriú       | 7º (Especial)   | Robertão                           | 3.000      | 2006       |
| Caxias            | Joinville      | 1º (Acesso)     | Arena Joinville                    | 22.400     | 2002       |
| Guarani²          | Palhoça        | 2º (Acesso)     | Estádio Renato Silveira            | 5.000      | 2003       |
| Hercílio Luz      | Tubarão        | 5º (Especial)   | Aníbal Costa                       | 10.000     | ---        |
| Joaçaba           | Joaçaba        | 8º (Especial)   | Da Nova                            | 7.000      | 1992       |
| Juventus          | Jaraguá do Sul | 10º (Principal) | João Marcatto                      | 10.000     | 2004       |
| Porto             | Porto União    | 9º (Especial)   | Municipal Antiocho Pereira         | 7.000      | ---        |
| XV de Indaial     | Indaial        | 4º (Especial)   | Gigante do Vale                    | 1.000      | ---        |

¹ Cedeu sua vaga na Divisão Principal de 2011 para a Chapecoense.
² Herdou a vaga do Próspera.

### Campeão
| Campeonato Catarinense de 2011 - Divisão Especial |
| ------------------------------------------------- |
| Camboriú 1º Título                                |

## Divisão de Acesso

### Participantes
| Equipe         | Município      | Em 2010     | Estádio                       | Capacidade | Títulos |
| -------------- | -------------- | ----------- | ----------------------------- | ---------- | ------- |
| Biguaçu        | Biguaçu        | ---         | Acácio Zêunio da Silva        | 1.000      | ---     |
| Caçador        | Caçador        | 3º (Acesso) | Carlos Alberto da Costa Neves | 3.000      | ---     |
| Inter de Lages | Lages          | 4º (Acesso) | Vidal Ramos Júnior            | 11.800     | ---     |
| Jaraguá        | Jaraguá do Sul | ---         | Estádio do Botafogo           | 1.000      | ---     |
| Maga           | Indaial        | 9º (Acesso) | Estádio Gigante do Vale       | 1.200      | ---     |
| Oeste          | Chapecó        | 8º (Acesso) | Arena Condá                   | 15.000     | ---     |
| Pinheiros¹     | Rodeio         | 7º (Acesso) | Hercílio Luz / Baixada        | 5.000      | ---     |

¹ O Pinheiros é uma equipe da cidade de Rodeio mas que atua em Itajaí ou em Ibirama.

### Campeão
| Campeonato Catarinense de 2011 - Divisão de Acesso |
| -------------------------------------------------- |
| Biguaçu 1º Título                                  |